# Phyllachora eucalypti
Phyllachora eucalypti är en svampart som först beskrevs av Speg., och fick sitt nu gällande namn av Franz Petrak 1929. Phyllachora eucalypti ingår i släktet Phyllachora och familjen Phyllachoraceae.   Inga underarter finns listade i Catalogue of Life.